# Rouchés sats
Rouchés sats är ett resultat inom komplex analys som beskriver antalet nollställen en analytisk funktion har innanför en given sluten kurva, givet att man vet hur många nollställen en besläktad, eventuellt enklare, funktion har där.

## Formulering
Låt {\displaystyle \gamma } vara en kurva som omsluter området {\displaystyle D}. Antag att {\displaystyle f} och {\displaystyle g} är analytiska i {\displaystyle D\cup \gamma }, samt nollskilda på {\displaystyle \gamma }. Om {\displaystyle |g(z)|<|f(z)|\forall z\in \gamma } så har {\displaystyle f} lika många nollställen i {\displaystyle D} som {\displaystyle f+g}.